# 梶谷城
梶谷城（かじやじょう）は、肥前国松浦郡（現長崎県松浦市今福町東免）にあった日本の城。

## 概要
松浦市今福の集落から北東方向にある城山（じょうやま、標高197メートル）の山頂部に築かれた山城。本丸跡からは玄界灘から伊万里湾まで一望できる。
城跡は「松浦党梶谷城跡」として長崎県指定史跡に指定されている。

## 歴史
松浦党を率いた松浦氏の祖源久が築城者とされている。松浦氏に伝わる「松浦家世伝」によれば、延久元年（1069年）に久が京都より松浦郡に下向してきた際に築城されたと伝えられる。このほか、嘉保2年（1095年）あるいは久安元年（1145年）等、築城年代には異説があるが、少なくとも平安時代末期に築城されてその後長期間にわたり使用されたものと考えられている。
戦国時代に入り、平戸松浦氏の勢力が拡大すると、松浦宗家も平戸松浦氏に従属することとなった。
安土桃山時代末期の文禄の役に際して、松浦鎮信によって改修され、織豊系城郭となった。

## 城郭
城山の山頂部分を削って本丸が作られ、南側に物見台、北側に二の丸が置かれた。遺構としては櫓台や井戸の跡、野面積みの石垣等がある。山の西麓には「千人枡」と称される居館跡があり、石壁・石塁・門等が残されている。

## アクセス
- 松浦鉄道西九州線今福駅下車徒歩30分。

## 周辺
- 善福寺 - 今福町仏坂免にある真言宗の寺院。梶谷城に在った松浦直（丹後守）が、正平10年（1355年）に寄進した鰐口が県有形文化財に指定されている。
- 文禄の役松浦家供養塔 - 源久の末裔たる宗家松浦氏の当主で今福領主となり、文禄の役において戦没した松浦定（丹後守）主従の供養塔。